# Polystachya tenella
Polystachya tenella är en orkidéart som beskrevs av Victor Samuel Summerhayes. Polystachya tenella ingår i släktet Polystachya och familjen orkidéer. Inga underarter finns listade i Catalogue of Life.